# シュラム・レヴナー発展
確率論では、パラメータ κ を持つシュラム・レヴナー発展(英: Schramm–Loewner evolution, SLE)は、確率論的レヴナー発展(SLEκ)としても知られている。統計力学の多くの 2次元格子モデルの中からスケール極限(scaling limit)が既に証明されているランダムな平面曲線の族のことをいう。パラメータ κ と複素平面内の領域 U が与えられたとき、SLEは、どれくらい曲線が曲がるかを制御する κ を持つような U の中のランダムな曲線の族を与える。SLEには 2つの主要な変形があり、一つは両端を固定された境界点からランダムな曲線の族である弧状の SLE(chordal SLE)と、もう一つは固定された（領域の）内部の点を端点として持つランダムな曲線の族である放射状の SLE(radial SLE)がある。これらの曲線は、共形不変性と領域マルコフ性を満たすとして定義される。
シュラム・レヴナー発展は、オデッド・シュラムOded Schramm (2000)により、平面の一様スパニングツリー(uniform spanning tree,UST)やループ除去ランダムウォーク(loop-erased random walk,LERW)である確率過程のスケール極限となるであろうという予想として発見され、一連のグレッグ・ローラー(Greg Lawler)やウェンデリン・ウェルナー(Wendelin Werner)との共著論文で開拓されてきた。
UST と LERW に対してのシュラム・レヴナー発展とは、平面上の様々な確率過程のスケール極限(scaling limit)が記述できることが証明されているか、または予想されているものを言う。例を挙げると、臨界パーコレーション(critical percolation)や、臨界イジングモデルや、二重ダイマーモデルや、自己回避ランダムウォーク(self-avoiding walk,SAW)や、その他の共形不変性をもつ臨界統計力学モデルがある。SLE曲線はこれらのモデルの境界面や自分と交わらないランダム曲線のスケール極限である。主要なアイデアは、共形不変性と一種のマルコフ性が、（レヴナーの微分方程式からの駆動函数(driving function)を使い）確率過程に遺伝して、領域の境界上での 1次元ブラウン運動の中へこれらの平面曲線の情報をエンコードすることが可能となる。この方法では、多くの平面モデルの重要な問題が、伊藤の計算(Itō calculus)を応用した問題へと翻訳される。実際、この戦略の下、いくつかの数学的に非自明な予言が、物理学者により共形場理論を使い証明された。

## レブナー方程式
(Loewner differential equation)
D を C と異なる単連結(simply connected)で開いた複素領域とし、γ を D の境界に出発点を持つ D の内部の単純曲線（ D の境界で γ(0) であり、γ((0, ∞)) では、D の部分集合となるような連続函数）とする。各々の t ≥ 0 に対し、γ([0, t]) 補集合 Dt は単連結となり、従って、リーマンの写像定理により D と共形同値である。ft が D から Dt への正規化された同型であれば、レヴナーがビーベルバッハの予想の仕事 Loewner (1923, p. 121) で発見していた微分方程式を満たす。Dt から D への共形写像である、ft の逆函数 gt を使う方が便利であるときもある。以下では、レヴナー微分方程式をレヴナー方程式と記すこととする。
レヴナー方程式の z は、領域 D の中で、t ≥ 0 であり、t = 0 の境界での値は f0(z) = z または、g0(z) = z である。この方程式は、D の境界でも値を持つ駆動函数(driving function) ζ(t) に依存している。D が単位単板で、曲線 γ が「容量(capaity)」によりパラメトライズされていると、レヴナー方程式は、
{\displaystyle {\frac {\partial f_{t}(z)}{\partial t}}=-zf_{t}^{\prime }(z){\frac {\zeta (t)+z}{\zeta (t)-z}}}   もしくは、   {\displaystyle {\dfrac {\partial g_{t}(z)}{\partial t}}=g_{t}(z){\dfrac {\zeta (t)+g_{t}(z)}{\zeta (t)-g_{t}(z)}}}
となる。
D が上半平面のときは、レヴナー方程式は変数変換により、上記とは異なった方程式となり、
{\displaystyle {\frac {\partial f_{t}(z)}{\partial t}}={\frac {2f_{t}^{\prime }(z)}{\zeta (t)-z}}}   もしくは、   {\displaystyle {\dfrac {\partial g_{t}(z)}{\partial t}}={\dfrac {2}{g_{t}(z)-\zeta (t)}}.}
である。
駆動函数 ζ と曲線 γ は、
{\displaystyle \displaystyle f_{t}(\zeta (t))=\gamma (t)}   or   {\displaystyle \displaystyle \zeta (t)=g_{t}(\gamma (t))}
により関係付けられる。ここに ft と gt は連続性により拡張されている。

### 例
D を上半平面とし、駆動函数 ζ が恒等的に 0 であれば、
{\displaystyle f_{t}(z)={\sqrt {z^{2}-4t}}}
{\displaystyle g_{t}(z)={\sqrt {z^{2}+4t}}}
{\displaystyle \gamma (t)=2i{\sqrt {t}}}
{\displaystyle D_{t}} は 0 から {\displaystyle 2i{\sqrt {t}}} までの直線を削除した上半平面である。

## シュラム・レヴナー発展
シュラム・レヴナー発展は、上のセクションで述べたのように、レヴナー方程式によって駆動函数
{\displaystyle \displaystyle \zeta (t)={\sqrt {\kappa }}B(t)}
で与えられたランダム曲線 γ である。ここに、 B(t) はある実数 κ によりスケーリングされた D の境界上のブラウン運動である。言い換えると、シュラム・レヴナー発展は、この写像の下のウィーナー測度の像として与えられ、平面上の確率測度である。
一般に、曲線 γ は単純である必要はなく、領域 Dt は D の中の補集合 γ([0,t]) でもない。
曲線の族を使うSLEには 2つのバージョンがあり、非負である実数のパラメータ κ に依存している。
- 弧状 SLEκは、領域の境界上の 2点をつなぐ曲線と関係している。（普通は、0 と無限遠点をもつ上半平面上で考える。）
- 放射状 SLEκは、領域内部の点と境界上の点を結ぶ曲線と関係している。（単位円板の 1 と 0 をつなぐ曲線であることもある。）

SLEは領域の境界上のブラウン運動の選択に依存し、使うブラウン運動の種類によっていくつかの変形がある。例えば、固定点から出発するかもしれないし、単位円上の一様に分布した点から出発することもありかもしれないし、動くような設定になっているかもしれないような場合もあるし、他にも考えられる。パラメータ κ はブラウン運動の散乱率を制御し、SLEの振る舞いは κ の値に強く依存する。
シュラム・レヴナー発展で共通に使われる 2つの領域は、上半平面と単位円板である。レヴナーの微分方程式はこの 2つの場合で異なっているが、それらは、単位円板と上半平面が共形同値であるので、変数変換により同値となっている。しかしながら、これらの間の共形同値はシュラム・レヴナーの発展を駆動するブラウン運動は保存されない。

## κ の特殊値
- κ = 2 はループ除去ランダムウォーク（英語版）(loop-erased random walk)に対応している。同じことであるが、一様スパニングツリーに対応している。
- κ = 8/3 に対して、SLEκ は、特別な性質を持っていて、自己回避ウォーク（英語版）(self-avoiding random walks)のスケール極限となると予想されている。このひとつのバージョンがブラウン運動の外側の境界である。この場合も三角格子上の臨界パーコレーション（英語版）(critical percolation)のスケール極限で発生する。
- κ = 3 はイジングモデルのスケール極限である。
- 0 ≤ κ ≤ 4 に対しては、曲線 γ(t) は（確率 1 で）単純である。
- κ = 4 は、調和臨界点とガウスの自由場（英語版）(Gaussian free field)の積分路に対応している。
- κ = 6 に対して、SLEκ は局所性をもち、三角格子上の臨界パーコレーション（英語版）(critical percolation)で発生する。他の格子の上についても、発生することが予想されている。
- 4 < κ < 8 に対して、曲線 γ(t) は自分自身に交わり、全ての点がループ上に含まれるが、（確率 1 で）曲線は空間を満たしているわけではない。
- κ = 8 は、一様スパニングツリーと双対ツリーを分ける経路に対応している。
- κ ≥ 8 に対して、曲線 γ(t) は（確率 1 で）空間を満たす。

SLEがある共形場理論に対応しているとき、パラメータ κ は共形場理論の中心電荷 c に、
{\displaystyle c={\frac {(8-3\kappa )(\kappa -6)}{2\kappa }}}
として、関係付いている。c < 1 の各々の値は、2つの κ の値に対応していて、一つは、0 から 4 の間のκ であり、もう一つは「双対」の値で 4 より大きな 16/κ という値に対応している。
Beffara (2008) では、（確率 1 で）経路のハウスドルフ次元(Hausdorff dimension)は、min(2, 1 + κ/8) に等しいことが示されている。

## 応用
Lawler, Schramm & Werner (2001) では、SLE6 を使い、Mandelbrot (1982) で予想されている平面ブラウン運動の境界はフラクタル次元が 4/3 であることが証明された。
三角格子(triangular lattice)上の臨界パーコレーション理論は、スタニスラフ・スミルノフ(Stanislav Smirnov)により、 κ=6 であるSLEに関係していることが証明された。 より前の結果であるハリー・ケステン(Harry Kesten)の結果を組み合わせると、パーコレーションの多くの臨界指数を決定することができる。一方、このブレイクスルーは、モデルの多くの側面を分析することを可能とした。
ループ除去ランダムウォーク(Loop-erased random walk)は、ローラー、シュラム、ウェルナーにより、κ = 2 のSLEへ収束することが示された。このことは、ループ回避ランダムウォークの量的な性質の多くを導くことを可能とした。（それらのいくつかは、リチャード・ケンヨンにより早くから導出されていた。） 一様スパニングツリー(uniform spanning tree)の外側の曲線であるランダムペアノ曲線(Peano curve)は、κ = 8 のSLEへ収束することが示された。
ローデ(Rohde)とシュラム(Schramm)は、κ が次の関係式によりフラクタル次元と関連ついていることを示した。
{\displaystyle d=1+{\frac {\kappa }{8}}.}

## さらに進んだ文献
- Beffara, Vincent (2008), “The dimension of the SLE curves”, The Annals of Probability 36 (4):  1421–1452, doi:10.1214/07-AOP364, MR2435854
- Cardy, John (2005), “SLE for theoretical physicists”, Annals Phys. 318:  81–118, arXiv:cond-mat/0503313, doi:10.1016/j.aop.2005.04.001
- Goluzina, E.G. (2001) [1994], “Löwner method”, Encyclopedia of Mathematics, EMS Press
- Gutlyanskii, V.Ya. (2001) [1994], “Löwner equation”, Encyclopedia of Mathematics, EMS Press
- Kager, Wouter; Nienhuis, Bernard (2004), “A Guide to Stochastic Loewner Evolution and its Applications”, J. Stat. Phys. 115 (5/6):  1149–1229, arXiv:math-ph/0312056, doi:10.1023/B:JOSS.0000028058.87266.be
- Lawler, Gregory F. (2004), “An introduction to the stochastic Loewner evolution”, in Kaimanovich, Vadim A., Random walks and geometry, Walter de Gruyter GmbH & Co. KG, Berlin, pp. 261–293, ISBN 3-11-017237-2, MR2087784 [リンク切れ]
- Lawler, Gregory F. (2005), Conformally invariant processes in the plane, Mathematical Surveys and Monographs, 114, Providence, R.I.: American Mathematical Society, ISBN 978-0-8218-3677-4, MR2129588
- Lawler, Gregory F. (2007), Schramm–Loewner Evolution, arXiv:0712.3256
- Lawler, Gregory F., Stochastic Loewner Evolution
- Lawler, Gregory F. (2009), “Conformal invariance and 2D statistical physics”, Bull. Amer. Math. Soc. 46:  35–54, doi:10.1090/S0273-0979-08-01229-9
- Lawler, Gregory F.; Schramm, Oded; Werner, Wendelin (2001), “The dimension of the planar Brownian frontier is 4/3”, Mathematical Research Letters 8 (4):  401–411, MR1849257
- Loewner, C. (1923), “Untersuchungen über schlichte konforme Abbildungen des Einheitskreises. I”, Math. Ann. 89:  103–121, doi:10.1007/BF01448091, JFM 49.0714.01
- Mandelbrot, Benoît (1982), The Fractal Geometry of Nature, W. H. Freeman, ISBN 978-0-7167-1186-5
- Norris, J. R. (2010), Introduction to Schramm–Loewner evolutions
- Pommerenke, Christian (1975), Univalent functions, with a chapter on quadratic differentials by Gerd Jensen, Studia Mathematica/Mathematische Lehrbücher, 15, Vandenhoeck & Ruprecht  (Chapter 6 treats the classical theory of Loewner's equation)
- Schramm, Oded (2000), “Scaling limits of loop-erased random walks and uniform spanning trees”, Israel Journal of Mathematics 118:  221–288, arXiv:math.PR/9904022, doi:10.1007/BF02803524, MR1776084 Schramm's original paper, introducing SLE
- Schramm, Oded (2007), “Conformally invariant scaling limits: an overview and a collection of problems”, International Congress of Mathematicians. Vol. I, Eur. Math. Soc., Zürich, pp. 513–543, arXiv:math/0602151, ISBN 978-3-03719-022-7, MR2334202
- Werner, Wendelin (2004), “Random planar curves and Schramm–Loewner evolutions”, Lectures on probability theory and statistics, Lecture Notes in Math., 1840, Berlin, New York: Springer-Verlag, pp. 107–195, arXiv:math.PR/0303354, doi:10.1007/b96719, ISBN 978-3-540-21316-1, MR2079672
- Werner, Wendelin (2005), “Conformal restriction and related questions”, Probability Surveys 2:  145–190, doi:10.1214/154957805100000113, MR2178043